# Эйхенвальд, Маргарита Александровна
Маргарита Александровна Эйхенвальд (по мужу Трезвинская) (9 [22] ноября 1866, Москва — 11 сентября 1957, Нью-Йорк) — певица (лирико-колоратурное сопрано) и вокальный педагог.

## Биография
Родилась в семье фотографа А. Ф. Эйхенвальда и арфистки Большого театра И. И. Папендик-Эйхенвальд 9 (21) ноября 1866 года. В семье кроме Маргариты было ещё трое детей: Александр (1864—1944), Надежда (1881—1951), жена А. П. Асланова, Антон (1875—1952).
В различных источниках годы жизни указываются различные. Даты рождения: 1863, 9 ноября 1866, 14 сентября 1869, 5 ноября 1869; год смерти: 1948, после 1948, после 1950, 1957, даже 1926:
- Эйхенвальд, Маргарита Александровна // Шербрук — Элодея. — М. : Советская энциклопедия, 1957. — С. 348. — (Большая советская энциклопедия : [в 51 т.] /  гл. ред. Б. А. Введенский ; 1949—1958, т. 48).
- Эйхенвальд, Маргарита Александровна // Музыкальный энциклопедический словарь / гл. ред. Г. В. Келдыш. — М.: Сов.  энциклопедия, 1990. — С. 651. — 150 000 экз. — ISBN 5-85270-033-9.
- Эйхенвальд, Маргарита Александровна // Вокально-энциклопедический словарь: Биобиблиография : в 5 т. / М. С. Агин. — М., 1991—1994. — Т. 5. — С. 277.
- Eichenwald, Margarita Alexandrovna — Cabinet Photo in Eugene Onegin

В 1884—1890 годах обучалась вокалу в Московской консерватории в классе Э. Тальябуэ. С 1888 года начала выступать в концертах. В 1889 году дебютировала в партии Папагены («Волшебная флейта» В. А. Моцарта) в Большом театре, где пела до 1900 года. В 1900—1910 годах выступала в Московской частной русской опере, затем — в петербургском Мариинском театре, в Тифлисе и различных антрепризах в провинции, в том числе в Нижнем Новгороде (1894), Казани (май 1894, 1911), а также в США.
М. А. Эйхенвальд была первой исполнительницей партий: Марьи («Сон на Волге» А. С. Аренского, 1890) и Стефано («Ролла» А. Ю. Симона, 1892).
Талант певицы высоко ценили Н. А. Римский-Корсаков, П. И. Чайковский, А. С. Аренский.
В симфонических концертах она исполняла сольную партию в Мессе C-Dur Л. Бетховена (1893), в камерных концертах — романсы А. Т. Гречанинова, Р. М. Глиэра.
Оставив сцену, преподавала в Московском музыкально-драматическом училище.
Эмигрировала за границу, приехав в Нью-Йорк в 1925 году.
Скончалась 11 сентября 1957 года